# Añorga

Localització de Añorga

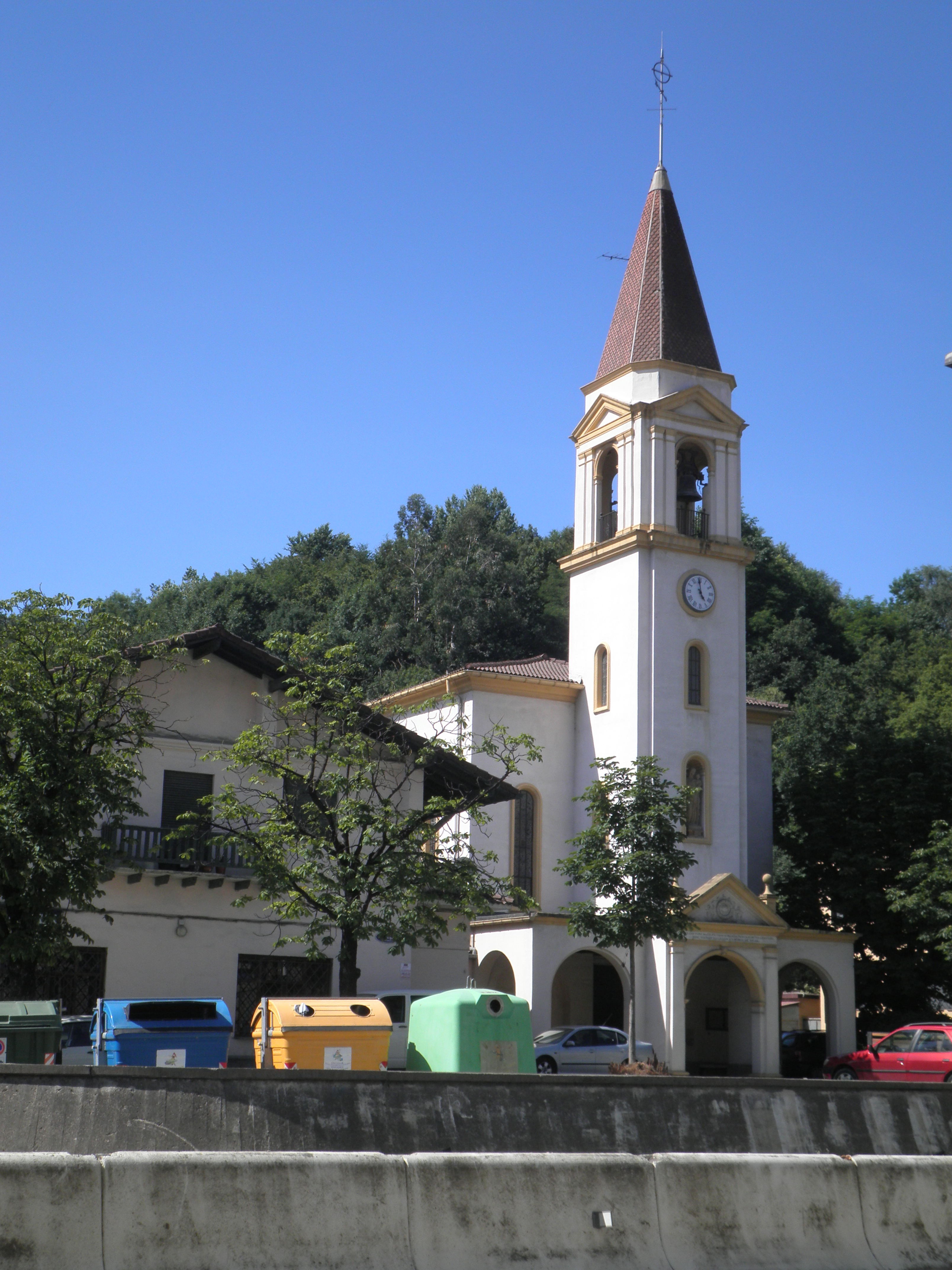
Església d'Añorga

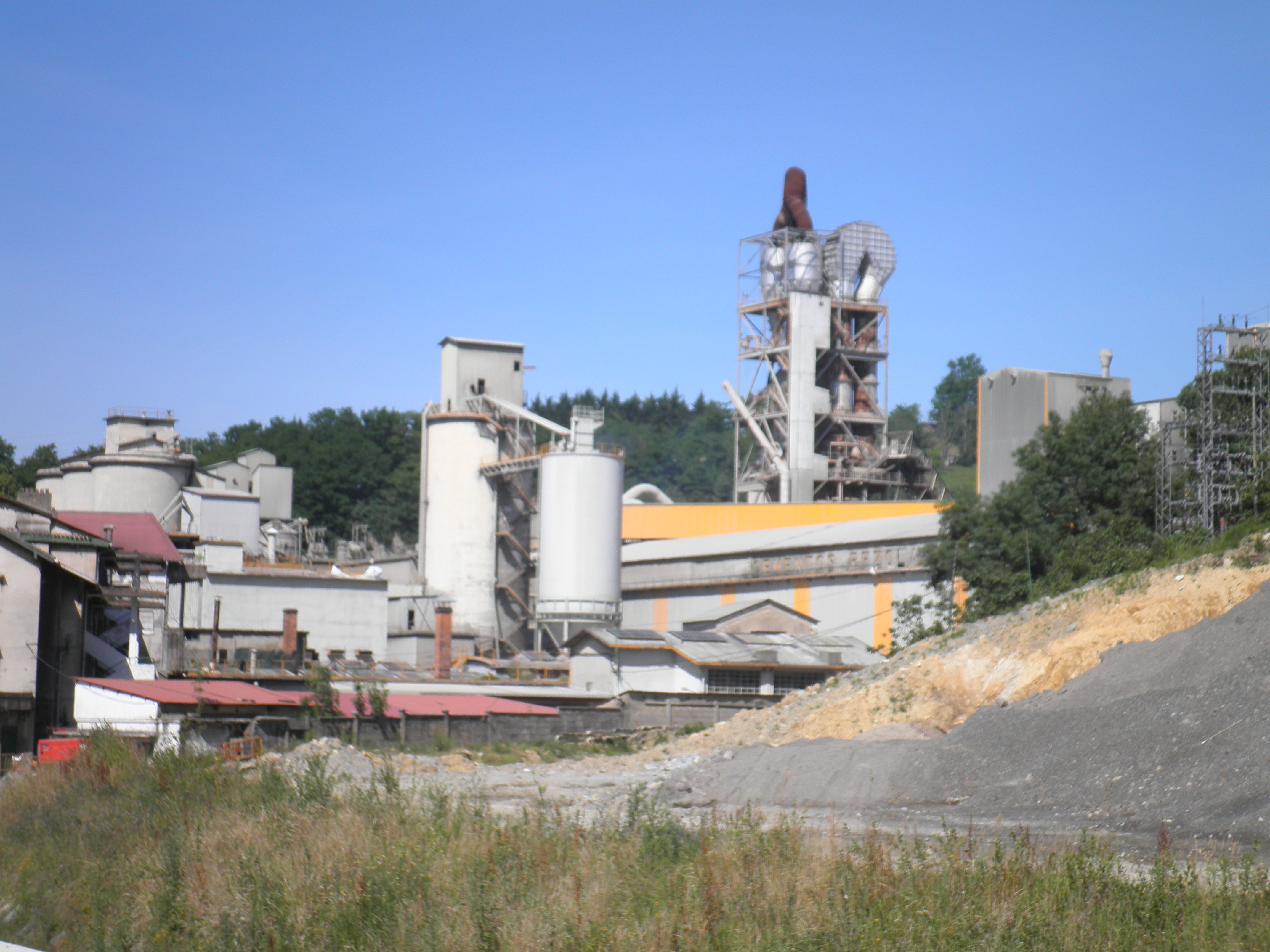
Factoria de ciment d'Añorga

Añorga és un dels 17 barris de Sant Sebastià (Guipúscoa). Té una població de 1.819 habitants. Antiga zona de caserius als afores de Sant Sebastià, la implantació en 1900 de l'empresa Ciments Rezola al barri va transformar Añorga en un barri industrial, encara que sense arribar a perdre del tot el caràcter rural que havia tingut. S'hi distingeixen tres barriades diferenciades: Añorga Haundi, Añorga-Txiki i Errekalde.

## Situació geogràfica
Ocupa la part més alta de la conca del rierol d'Añorga. Aquest petit curs d'aigua d'una mica més de 6,5 km de longitud actualment està soterrat i discorre per canalitzacions, per la qual cosa no és visible excepte en algun petit tram del seu recorregut. El rierol d'Añorga naixia prop del límit d'Añorga amb els municipis d'Usurbil i Lasarte-Oria. En els seus primers 750 metres l'antiga llera del rierol marca el límit municipal entre Sant Sebastià i el municipi de Lasarte-Oria. Aquesta zona es coneix com a Errekalde i és una de les barriades que componen el barri d'Añorga. El seu nom significa en basc zona del rierol.
Després el rierol travessa la zona d'Amasorrain, Añorga i Añorga-Txiki, formant una petita vall, envoltada per altures modestes d'uns 100 metres, mentre que el fons de la vall es troba a uns 40 o 30 metres d'altitud. Després el rierol travessava Ibaeta i el barri de l'Antigua i desembocava al mar en la Badia de la Concha, on hi ha actualment la Platja d'Ondarreta. Fa ja molts anys, que aquest rierol va ser canalitzat i soterrat, per la qual cosa ja no és visible, excepte en petits trams d'Ibaeta, ni desemboca com abans a l'arenal d'Ondarreta.
Les inundacions repetitives que causava aquest rierol a Añorga han propiciat que en els últims anys s'estigui duent a terme la política contrària, la de tornar a treure el riu a la superfície i deixar-li marges per a un creixement del seu cabal. El rierol torna a estar a la vista en diversos trams del barri.

## Descripció del barri
En formar Añorga el corredor natural entre la vall de l'Oria i la ciutat de Sant Sebastià el barri va ser utilitzat per al traçat de la carretera N-I a la seva entrada a Sant Sebastià. Aquesta carretera va ser a més desdoblegada i convertida en autovia en la dècada de 1970. Aquesta autovia, denominada Avinguda d'Errekalde i Avinguda d'Añorga al seu pas pel barri, és la principal artèria del barri, ja que les diferents barriades que el componen s'agrupen a un costat i a l'altre d'aquest eix longitudinal. La carretera N-I forma una barrera arquitectònica de primer ordre entre les barriades d'Añorga situades a un costat i un altre de la carretera, que posseeixen per això una mala connexió per als vianants entre si i tendeix a aïllar-les entre si. A més la gran intensitat del tràfic, el soroll i la contaminació que produeix la N-I són considerats en les últimes dècades com els problemes més greus del barri.
A la fi de la dècada de 1990 es va inaugurar un branc de la N-I entre Lasarte i Aritzeta (AP-8, que permet evitar el pas del trànsit per Añorga. Arran de la inauguració d'aquest branc es van establir restriccions severes de velocitat i fins i tot es va instal·lar un semàfor en el tram de la N-I per Añorga, amb la idea de convertir a les Avingudes d'Errekalde i d'Añorga en avingudes o bulevards urbans, però la carretera segueix suportant un tràfic important i s'han complert els objectius a mig fer.

## Història
Segons Luis Murugarren en el seu llibre Sant Sebastià-Donostia l'origen del barri d'Añorga és anterior al de la mateixa ciutat de Sant Sebastià, ja que diversos llinatges d'Añorga es trobaven entre els primers pobladors de la ciutat. Així es van citar com cases pobladores de Sant Sebastià i fundadores de l'església de San Sebastian el Antiguo: Amasorrain, Añorga o Merquelín, entre d'altres, totes elles situades en terrenys del que actualment és Añorga.

### La fàbrica de Ciments Rezola
La zona d'Añorga estava dotada d'una tradició preindustrial de molins hidràulics, que aprofitaven el potencial hidràulic dels abundants rierols de la zona. Aquesta tradició ha perdurat en la toponímia. No en va Errekalde significa en basc zona de rierols, o existeix un camí d'Errotazar molí vell en basc, que recorda a un antic caseriu que va haver-hi a la zona i que amb anterioritat va ser un molí. D'altra banda s'explotaven ja les pedreres de marga i calcària properes de la zona, que es tractaven en forns de calcinació.
En aquest context cal entendre la fundació en 1850 en l'antic molí d'Añorga-Txiki de la fàbrica La Esperanza per José María Rezola Gaztañaga, que fabricava ciment natural a partir dels materials obtinguts de la pedrera d'Añorga, utilitzant per a això maquinària que aprofitava l'energia hidràulica disponible a la zona. Aquest va ser l'origen d'una activitat industrial, la fabricació de ciment, que segle i mig després, encara perdura al barri. L'activitat cimentera, encara modesta en els seus inicis, es va intensificar a partir de 1900 quan els amos de la Esperanza funden la firma Fills de José Rezola i Cia., la planta es va traslladar a la seva ubicació actual al costat d'Añorga-Haundi i va començar a fabricar ciment Portland utilitzant mitjans moderns i cada vegada més electrificats.
El barri va créixer al llarg del segle XX a l'ombra de la fàbrica de Ciments Rezola i va adquirir un caràcter industrial. La fàbrica ha exercit al llarg d'aquest temps una doble influència al barri, positiva d'una banda, ja que durant anys va ser el principal mitjà de vida dels seus habitants i va exercir una labor filantròpica/partenalista en la comunitat com solien antany fer les grans empreses, dotant al barri d'algunes infraestructures, exercint mecenatge sobre activitats esportives i socials o construint habitatges per als treballadors. No obstant això, d'altra banda, la cimentera ha planejat també com una negra ombra sobre els añorgatarres, hipotecant la qualitat de vida del barri amb el seu soroll, pols i contaminació i limitant les possibilitats de desenvolupament del barri.
Actualment la fàbrica prossegueix la seva activitat, encara que ja no es denomina Ciments Rezola com antany, ja que una sèrie d'adquisicions l'han integrat actualment en l'empresa Financiera y Minera, propietat del grup italià Italcementi. L'antiga Ciments Rezola segueix tenint una important activitat econòmica, sent una de les indústries més importants situades a Sant Sebastià, però ja no empra tanta gent com antany, una mica menys de 150 treballadors, i per descomptat, no té la importància que tenia antigament com a mitjà de vida dels añorgatarres.
Amb motiu del 150 aniversari de la fundació de l'empresa, l'any 2000 l'antiga escola dels fills dels treballadors de la fàbrica va ser reconvertida en museu, el Museum Cemento Rezola, centrat en el ciment i en la història de la fàbrica del barri.